# Námořnictvo Spojených arabských emirátů
Námořnictvo Spojených arabských emirátů je námořni složkou ozbrojených sil Spojených arabských emirátů. Jedná se o námořnictvo malé, ovšem moderní a dobře vycvičené. K roku 2008 ho tvořilo 2400 mužů.
Námořnictvo vzniklo po zisku nezávislosti na Velké Británii v roce 1972 jako síla zaměřená primárně na obranu pobřeží. Zpočátku získalo jen hlídkové čluny, které později posílily čluny raketové. Během války v Zálivu bylo námořnictvo SAE součástí protiirácké koalice. Od 90. let bylo výrazně posilováno (včetně dvou fregat) a nyní je schopno provádět operace nejen v Perském zálivu, ale i v přilehlých mořích Indickém oceánu. Možnosti jeho dalšího rozvoje ale omezuje například nedostatek námořníků.

## Vývoj

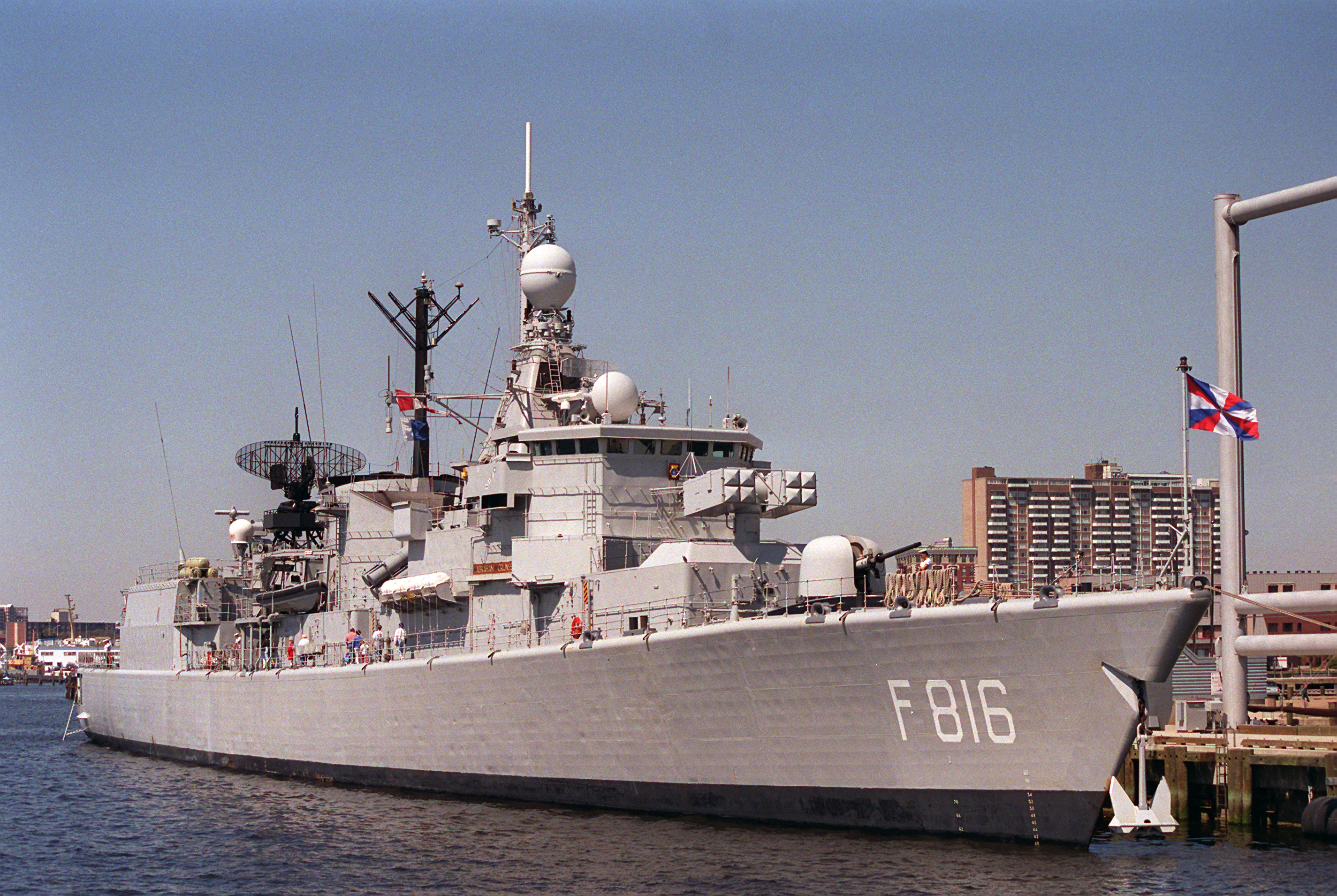
Nizozemská fregata Abraham Crijnssen dostala po prodeji do emirátů nové jméno Abu Dhabi

Námořnictvo SAE bylo založeno roku 1972. Jeho prvními plavidly se staly tři hlídkové čluny třídy Kawkab loděnice Vosper Thornycroft dodané roku 1969, které v letech 1975–1976 posílilo šest hlídkových člunů třídy Ardhana stejného výrobce. Na sklonku 70. let bylo u německé loděnice Lürssen objednáno šest raketových člunů typu TNC 45. Dodány byly v letech 1980–1981 jako třída Baniyas.
K nákupu dalších plavidel loděnice Lürssen došlo na počátku 90. let. Roku 1991 zařazeny do služby dva raketové čluny třídy Mubarraz (FPB 44), které doplnily ještě dvě silně vyzbrojené raketové korvety třídy Murray Jip (FPB 62). Námořnictvo tak mělo celkem 10 válečných lodí. Válečný konflikt v Perském zálivu v roce 1991, kterého se SAE účastnila na straně protiirácké koalice, předznamenal posilování námořnictev států v celém regionu (včetně SAE). V letech 1997–1998 byly do služby zařazeny dvě původně nizozemské fregaty třídy Kortenaer Al Emirat (ex Piet Hein) a Abu Dhabi (ex Abraham Crijnssen).
V roce 2007 námořnictvo SAE tvořily dvě fregaty, dvě korvety, osm raketových člunů, šest hlídkových člunů, pět výsadkových lodí a dvě pomocné lodě. Obě fregaty byly vyřazeny roku 2008. Poté byly přestavěny na luxusní jachty pojmenované Swift 141 a Swift 135.
V té době již probíhal proces stavby několika tříd válečných lodí nové generace, umožňujících námořnictvu SAE oceánské operace. V letech 2011–2017 námořnictvo posílilo šest víceúčelových korvet třídy Baynunah od francouzské loděnice Constructions Mécaniques de Normandie (CMN). Pět z nich bylo po technologickém transferu postaveno přímo v Emirátech tamní loděnicí ADSB. Roku 2013 navíc byla zařazena protiponorková korveta Abu Dhabi (P 191) a dvě hlídkové lodě třídy Falaj 2 od loděnice Fincantieri. Roku 2022 byla v indonéské loděnice PT PAL (Persero) objednána doková výsadková loď (LPD).

## Složení

### Korvety

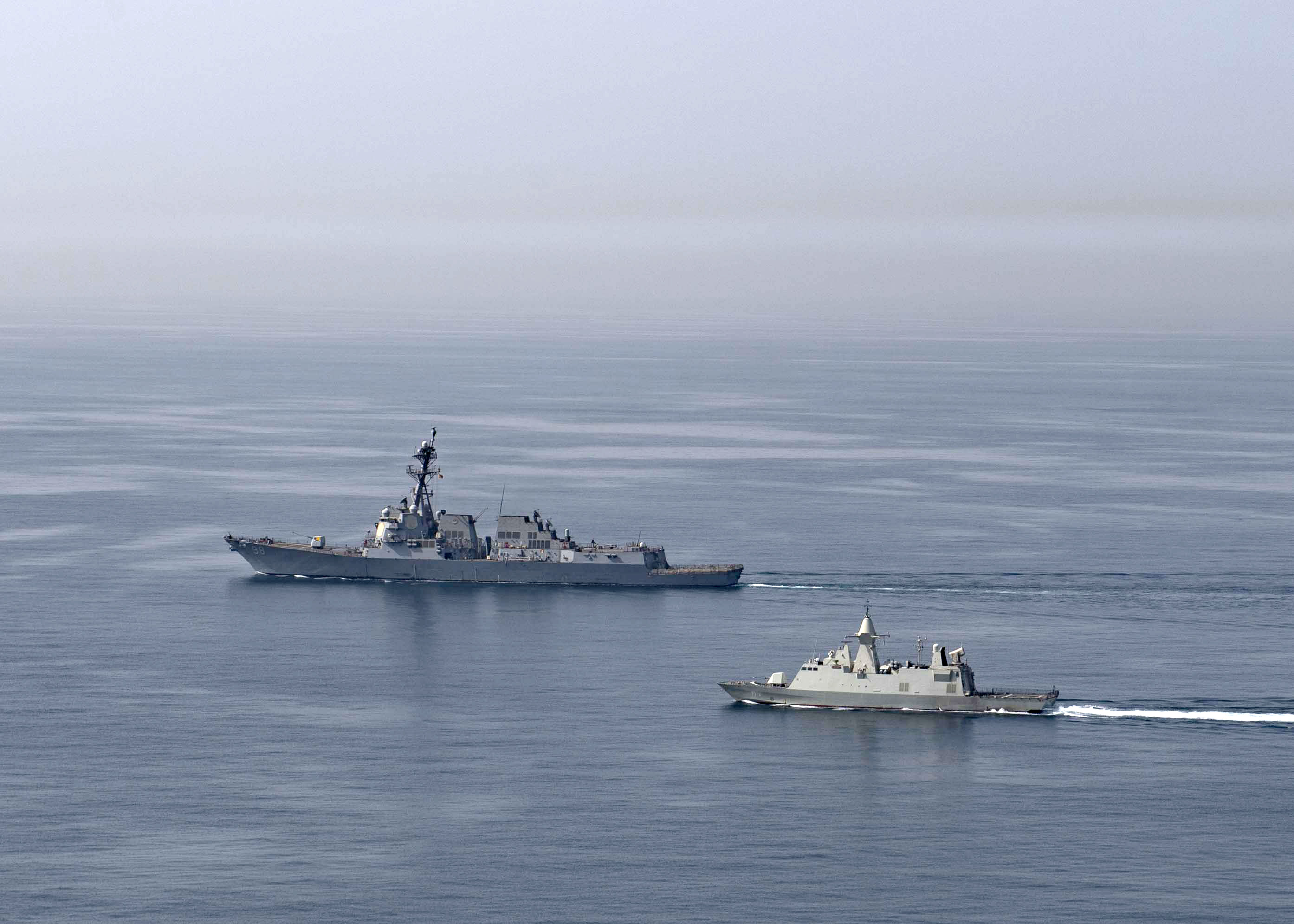
Americký torpédoborec USS Forrest Sherman (DDG-98) a korvetou třídy Baynunah Al Hili (P176)

- Třída Bani Yas – korvety třídy Gowind
  - Bani Yas (P110)
  - Al Emarat (P111)

- Abu Dhabi (P 191) – protiponorková korveta

- Třída Baynunah – víceúčelové korvety
  - Baynunah (P171)
  - Al Hesen (P172)
  - Al Dhafra (P173)
  - Mezyad (P174)
  - Al Jahili (P175)
  - Al Hili (P176)

- Třída Murray Jip (Lürssen FPB 62)
  - Murray Jip (P6501)
  - Das (P6502)

### Raketové čluny

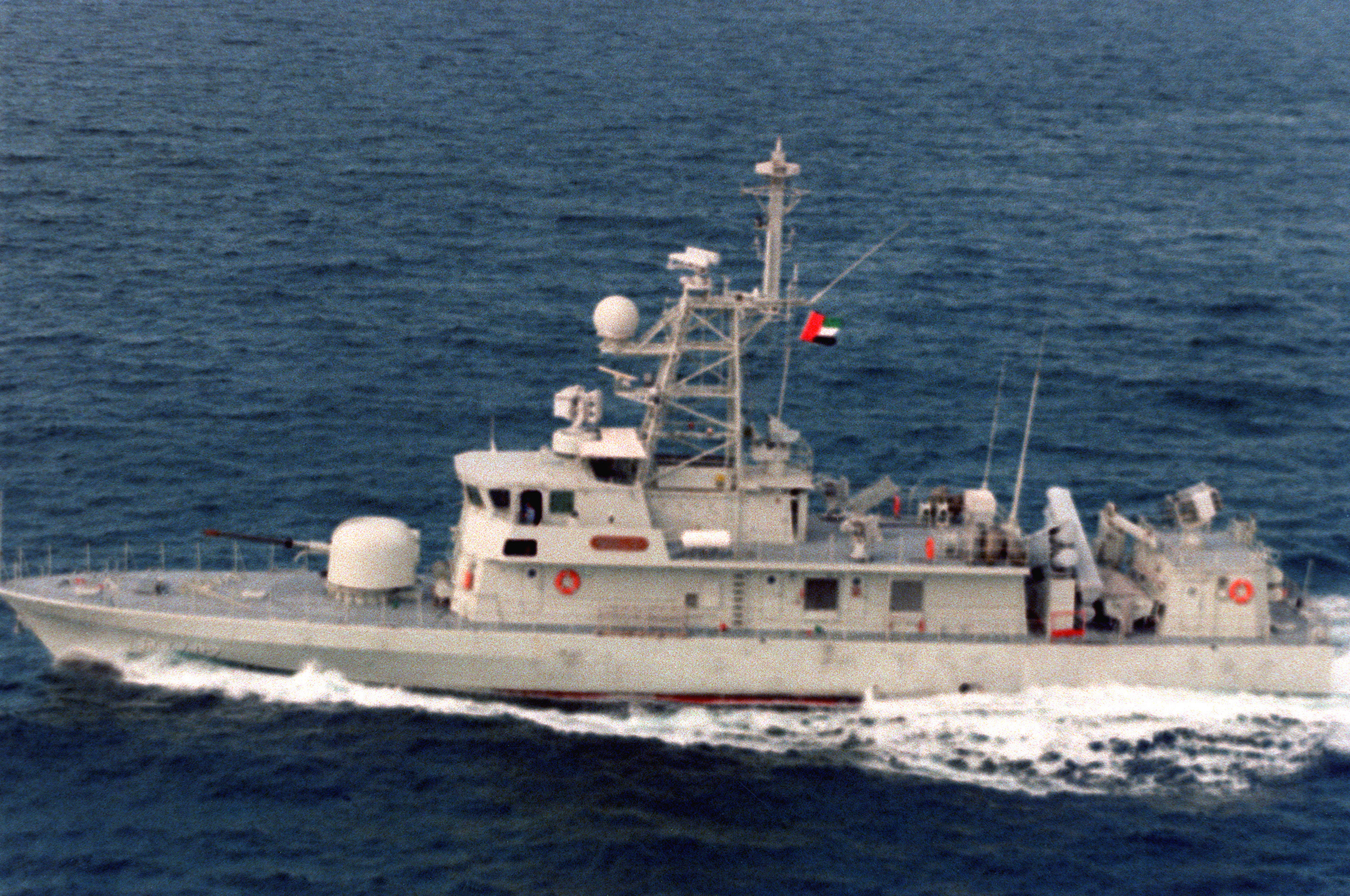
Raketový člun Makasib (P 4402)

- Třída Mubarraz (FPB 44)
  - Mubarraz (P 4401)
  - Makasib (P 4402)

- Třída Baniyas (TNC 45)
  - Banyas (P 4501)
  - Marban (P 4502)
  - Rodqum (P 4503)
  - Shaheer (P 4504)
  - Saqar (P 4505)
  - Tarif (P 4506)

### Hlídkové lodě
- Třída Falaj 3 – dle výzbroje spíše korvety
  - Al Taf (P 163)

- Třída Falaj 2 – dle výzbroje spíše korvety
  - Ghantoot (P 251)
  - Salahah (P 252)

- Třída Ardhana
  - Ardhana (P 1101)
  - Zurara (P 1102)
  - Murban (P 1103)
  - Al Ghullan (P 1104)
  - Radoom (P 1105)
  - Ghanadnah (P 1106)

- Třída Ghannatha (24 ks) – víceúčelová plavidla

### Minolovky
- Třída Al Murjan (2 ks)

### Výsadkové lodě

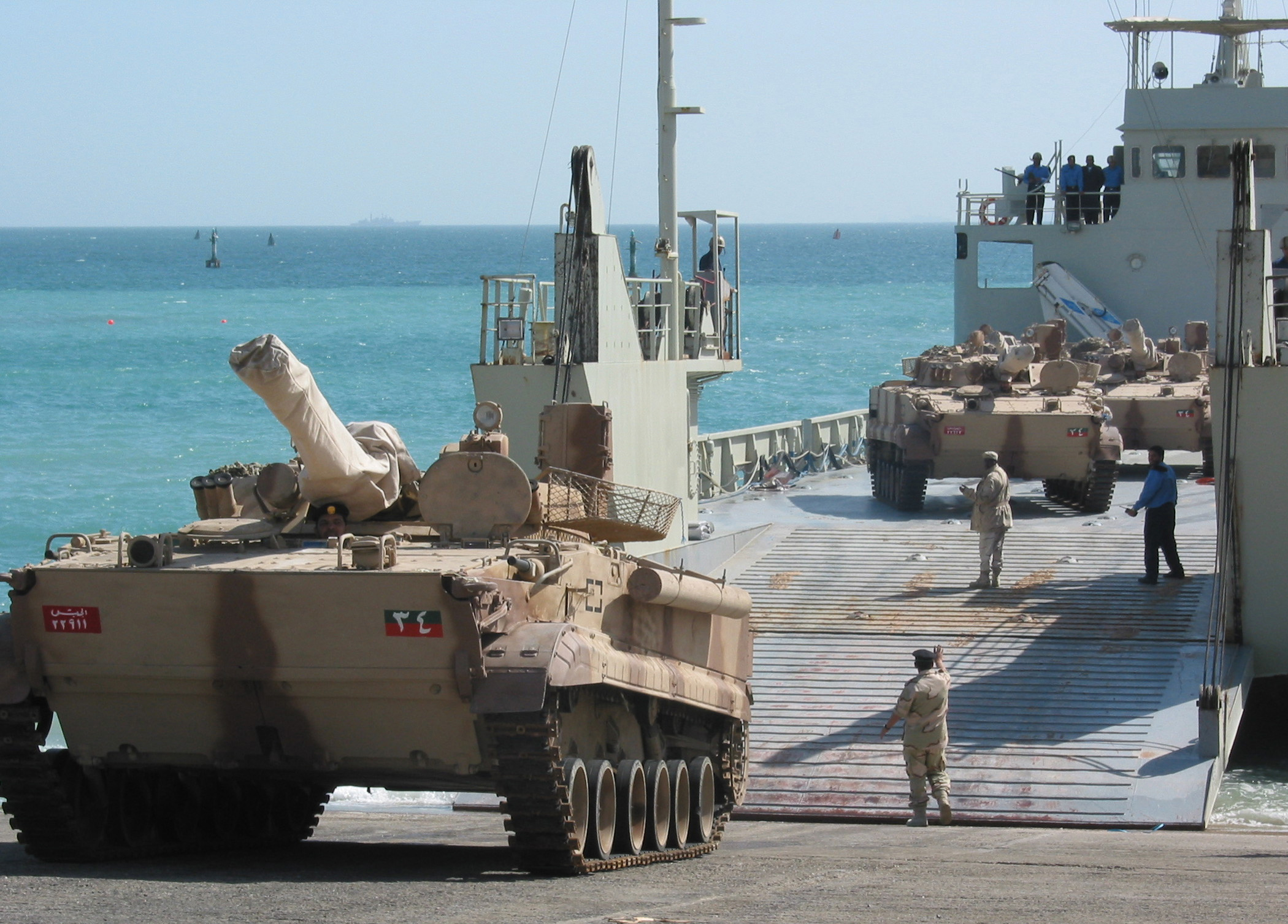
Výsadkovou loď námořnictva SAE opouští bojové vozidlo pěchoty BMP-3

- Třída Al Quwaisat – tanková výsadková loď
  - Al Quwaisat (A81)
  - Al Futaisi (A82)
  - Al Taweelah (A83)

- Al Shareeah (L71) – tanková výsadková loď

- Třída Al Saadiyat – tanková výsadková loď
  - Al Saadiyat (L72)
  - Tunb Al Kubra (L73)

- Třída Rabdan (1 ks) – vyloďovací čluny

## Plánované akvizice
- Třída Makassar (1 ks) – výsadková loď, 163 metrová varianta[8]
- Třída Falaj 3 (3 ks) – hlídkové lodě s výzbrojí korvet

## Námořní letectvo

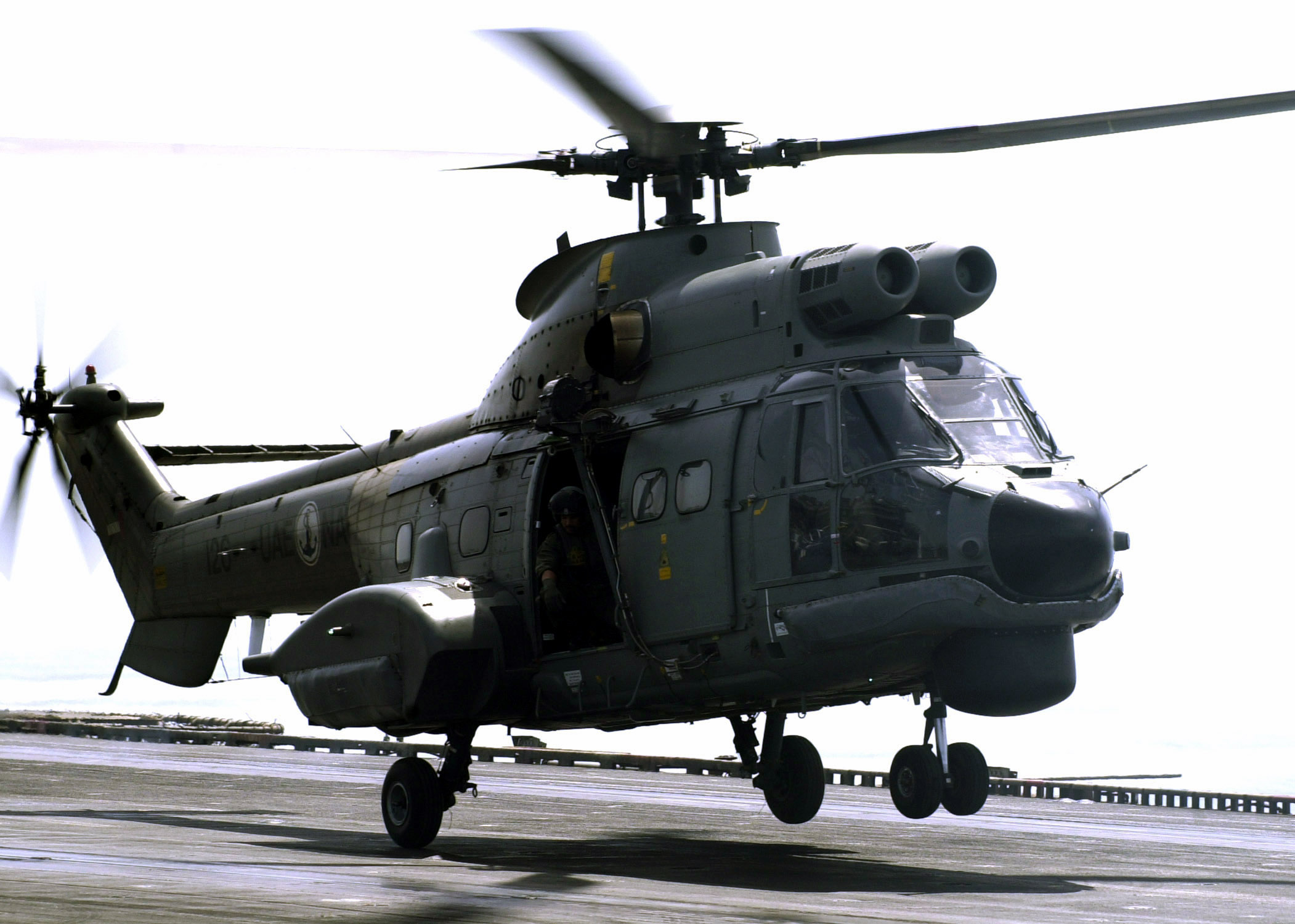
Vrtulník AS332B Super Puma námořnictva SAE přistává na palubě americké letadlové lodě hoty USS Constellation

Námořnictvo SAE provozuje dva hlídkové letouny Britten-Norman Islander. Dále ho tvoří tři vrtulníky AS316 B Alouette III, sedm vrtulníků AS565 MB Panther, nesoucí protilodní střely AS.15 a protiponorková torpéda Eurotorp A244S a pět vrtulníků AS332B Super Puma nesoucí střely Exocet a protiponorková torpéda A.244/S.